# Пол Мескаль
Пол Мескаль (англ. Paul Mescal; нар. 2 лютого 1996) — ірландський актор театру та кіно. Грає у виставах дублінських театрів, широковідомим став після виконання ролі у міні-серіалі «Нормальні люди» (2020), отримавши нагороду BAFTA TV Award та номінацію на премію «Еммі».
Дебютував у кіно, виконавши роль другого плану у психологічній драмі «Незнайома дочка» (2021), здобув високі оцінки критиків за головні ролі у драмах 2022 року «Божі створіння» та «Після сонця». Роль проблемного батька в останньому принесла йому номінації на премії «Оскар» та BAFTA. Отримав премію Лоуренса Олів'є за роль Стенлі Ковальські у відновленні п'єси «Трамвай „Бажання“» 2022 року. 
Виконав головні ролі у мелодрамах «Всі ми незнайомці» (2023), «Історія звуку» (2025), «Гамнет» (2025), історичному бойовику «Гладіатор 2» (2024).

## Життєпис
Народився та виріс у Мейнуті, графство Кілдер, у родині поліцейської та вчителя. Має молодших брата та сестру.
Навчався у середній школі Мейнут. У неповнолітньому віці грав у гельський футбол до 21 року в команді Kildare. Після перелому щелепи залишив футбол. Вперше виступив на сцені у 16 років у мюзиклі «Привид Опери», в якому зіграв Привида. Пізніше пройшов прослуховування і вступив до Академії Лір при Триніті-коледжі в Дубліні. У 2017 році отримав ступінь бакалавра мистецтв в галузі акторської майстерності. Почав шукати акторських агентів ще до закінчення навчання в Лірі.
Здобув популярність після виконання головної ролі Коннелла Волдрона в міні-серіалі «Нормальні люди», яка принесла йому телевізійну премію «BAFTA» у категорії «Найкращий актор» та номінацію на прайм-таймову премію «Еммі» у категорії «Найкращий актор у міні-серіалі чи телефільмі».
У 2022 році виконав головні ролі у драмах «Божі створіння» та «Після сонця». Роль проблемного батька в останньому принесла Мескалю номінації на премії «Оскар» та BAFTA.
У 2023 році зіграв головні ролі у мелодрамі «Всі ми незнайомці» та трилері «Ворог». У 2024 році виконав головну роль в історичному бойовику «Гладіатор 2».
У 2025 році зіграв головні ролі у музичній мелодрамі «Історія звуку» та історичній драмі «Гамнет» — роль Вільяма Шекспіра.

## Особисте життя
Володіє англійською та ірландською мовами. У 2020 році він переїхав з Ірландії до Лондона. У 2022 році розповідав, що придбав в Ірландії нерухомість з наміром проводити там час поза роботою. Вважає, що фанати не мають права знати про його особисте життя.
Захоплюється грою на піаніно. Виконував кавери на пісні разом зі своєю сестрою та співачкою Нелл Мескаль. Зустрічався зі співачкою Фібі Бріджерс. Знявся в її кліпі на пісню «Savior Complex», режисеркою якого виступила Фібі Воллер-Брідж. З 2024 року у стосунках зі співачкою Ґрейсі Абрамс.

## Акторські роботи
Кіно та телебачення
| Рік  | Назва                  | Роль            | Примітки                                          |
| ---- | ---------------------- | --------------- | ------------------------------------------------- |
| 2019 | Бамп                   | Метт Лірі       | Телевізійний серіал                               |
| 2020 | Нормальні люди         | Коннелл Волдрон | Міні-серіал; Головна роль                         |
| 2020 | Drifting               | Cian            | Короткометражний фільм                            |
| 2020 | Обдурена               | Шон McKeogh     | Міні-серіал; Головна роль                         |
| 2021 | Незнайома дочка        | Вілл            | Повнометражний дебют                              |
| 2022 | Після сонця            | Калум           |                                                   |
| 2022 | Божі створіння         | Браян О'Хара    |                                                   |
| 2022 | Кармен                 | Ейдан           |                                                   |
| 2023 | Всі ми незнайомці      | Гаррі           |                                                   |
| 2023 | Ворог                  | Джуніор         |                                                   |
| 2024 | Гладіатор 2            | Люціус          |                                                   |
| 2025 | Історія звуку          | Лайонел         |                                                   |
| 2025 | Гамнет                 | Вільям Шекспір  |                                                   |
|      | Ми їдемо, їдемо, їдемо | Франклін Шепард | імовірно, фільм будуть знімати протягом 20 років. |

Музичні відео
| Рік  | Назва            | Виконавець         | Ref.   |
| ---- | ---------------- | ------------------ | ------ |
| 2020 | «Scarlet»        | The Rolling Stones | [ 18 ] |
| 2020 | «Savior Complex» | Фібі Бріджерс      | [ 19 ] |

Театр
| Рік       | Назва                       | Роль              | Примітки                                                           | Ref.   |
| --------- | --------------------------- | ----------------- | ------------------------------------------------------------------ | ------ |
| 2017      | Великий Гетсбі              | Джей Гетсбі       | Gate Theatre, Дублін                                               | [ 20 ] |
| 2017-2018 | Червоні черевички           | Принц             | Gate Theatre, Дублін                                               | [ 21 ] |
| 2018      | Плуг та зірки               | лейтенант Ленгон  | Lyric Theatre, Лондон                                              | [ 22 ] |
| 2018      | Asking for It               | Брайан            | Театр Абатства, Дублін                                             | [ 23 ] |
| 2018      | Сон в літню ніч             | Деметріус         | Замок Кілкенні, Фестиваль мистецтв у Кілкенні                      | [ 24 ] |
| 2018      | Портрет художника в юності  | Стівен Dedalus    | Pavilion Theatre, Dún Laoghaire; Дублінський театральний фестиваль | [ 24 ] |
| 2020      | Лейтенант з острова Інішмор | Mad Padraic       | Gaiety Theatre, Дублін                                             | [ 25 ] |
| 2022-2023 | Трамвай «Бажання»           | Стенлі Ковальські | Альмейда, Лондон                                                   | [ 26 ] |

## Нагороди та номінації
| Рік  | Нагорода                  | Категорія                                | Робота         | Результат | Ref.   |
| ---- | ------------------------- | ---------------------------------------- | -------------- | --------- | ------ |
| 2020 | TV Choice Awards          | Найкращий актор                          | Нормальні люди | Номінація | [ 27 ] |
| 2020 | Dorian Awards             | Best TV Performance — Actor              | Нормальні люди | Номінація | [ 28 ] |
| 2020 | Gold Derby TV Awards      | Breakthrough Performer of the Year       | Нормальні люди | Перемога  | [ 29 ] |
| 2020 | Gold Derby TV Awards      | Limited/Movie Actor                      | Нормальні люди | Перемога  | [ 29 ] |
| 2020 | Прайм-таймова премія Еммі | Найкращий актор у міні-серіалі чи фільмі | Нормальні люди | Номінація | [ 30 ] |
| 2020 | TVTimes Awards            | Favourite Newcomer                       | Нормальні люди | Номінація | [ 31 ] |
| 2020 | GQ Men of the Year Awards | Hugo Boss Breakthrough Actor             | Н/Д            | Перемога  | [ 32 ] |
| 2022 | Оскар                     | Найкращий актор                          | Після сонця    | Номінація | [ 33 ] |
| 2022 | BAFTA                     | Найкращий актор                          | Після сонця    | Номінація | [ 34 ] |